# Kupferkaschiertes Aluminium

Verschiedene kupferkaschierte Aluminiumleiter

Kupferkaschiertes Aluminium (englisch copper-clad aluminium, abgekürzt CCA) bezeichnet mit Kupfer beschichteten (kaschierten) Leitungsdraht aus Aluminium. In der DDR war das Material unter der Bezeichnung ALCU-Kabel verbreitet.

## Eigenschaften
Leitungen aus CCA lassen sich im Vergleich zu reinen Kupferleitungen zu niedrigeren Kosten fertigen und anbieten, da Aluminium günstiger als Kupfer erhältlich ist.
Ein weiterer Vorteil ist die geringe Dichte von Aluminium. CCA-Kabel sind bei gleicher elektrischer Leitfähigkeit trotz der erforderlichen höheren Querschnittsfläche (siehe unten) leichter als ein Vollkupferkabel.
In der DDR wurden die ALCU-Kabel auch deshalb gefertigt und verwendet, weil Kupfer nur sehr eingeschränkt zur Verfügung stand.
In der Verarbeitung verhält sich Aluminium deutlich spröder als Kupfer, sodass CCA-Leiter beim Biegen leicht brechen.

### Leitfähigkeit
Da Aluminium einen höheren spezifischen Widerstand als Kupfer aufweist, sind bei CCA für gegebene Leitwerte bzw. Belastbarkeiten größere Leiterquerschnitte notwendig. Der Faktor zu reinen Kupferleitungen beträgt etwa 1,6; einer Kupferleitung mit Querschnitt 1,5 mm² entspricht elektrisch also eine CCA-Leitung mit Querschnitt 2,5 mm². Das schränkt den Kostenvorteil wieder ein und kann auch bei der Verlegung in räumlich engen Verhältnissen von Nachteil sein, zumal CCA-Leiter wegen der Bruchgefahr nicht stark gebogen werden sollten.
Bei Hochfrequenzleitungen (z. B. Koaxialkabel) fällt der höhere Widerstand weniger ins Gewicht, da wegen des Skin-Effekts der Strom größtenteils im kupferkaschierten Außenbereich des Kabels fließt. Insofern stellt CCA hier keinen Qualitätsnachteil dar.
Werden in einer Elektroinstallation CCA-Leiter mit für Kupferleiter berechneten Querschnitten eingesetzt – was einen groben handwerklichen Fehler darstellt –, kann es durch den höheren elektrischen Widerstand zu starker Erwärmung und einem Kabelbrand kommen.